# Boscs oberts xèrics de muntanya del Sàhara Oriental
Els boscos xèrics de muntanya del Sahara Oriental és una ecoregió de l'Àfrica central, un nombre elevat de muntanyes al bell mig de la gran zona de la sabana a la vora del desert del Sàhara.

## Ubicació i descripció
L'ecoregió cobreix les majors elevacions de l'altiplà d'Ennedi i les terres altes d'Oudadaï de l'est del Txad i l'extint sistema de volcans Jebel Marra a Darfur, a l'oest del Sudan. Aquestes serralades s'eleven per sobre de la sabana semidesèrtica d'Acàcia saheliana a la vora sud del desert del Sàhara. L'ecoregió té una superfície de 27.900 quilòmetres quadrats. Les pluges d'estiu són irregulars, més encara al Txad que a Jebel Marra, que té dos llacs de cràter volcànic.

## Flora
La vida vegetal inclou moltes espècies pròpies del cinturó de Sahel, com ara Ammania gracilis, la gespa Panicum laetum, l'herbàcia de tija Chrozophora brocchiana i les herbes Farsetia stenoptera, Indigofera senegalensis i Tephrosia gracilipes. Un dels elements clàssics de la flora natural va ser l'olivera de Laperrine (Olea europaea laperrinei).

## Fauna
L'aigua dels corrents de muntanya converteix la zona en un hàbitat important per a la vida salvatge, com ara una espècie d'antílop amenaçada com l'addax (Addax nasomaculatus), la gasela de Dama (Gazella dama), la gasela de Dorcas (Gazella dorcas) i la gasela de front vermell (Gazella rufifrons). Les espècies endèmiques inclouen Grammomys aridulus de Jebel Marra. Les muntanyes alberguen ocells tant d'Euràsia com d'Àfrica. Les espècies inclouen el pioc de núbia (Neotis nuba) i el voltor Cinereous (Aegypius monachus).

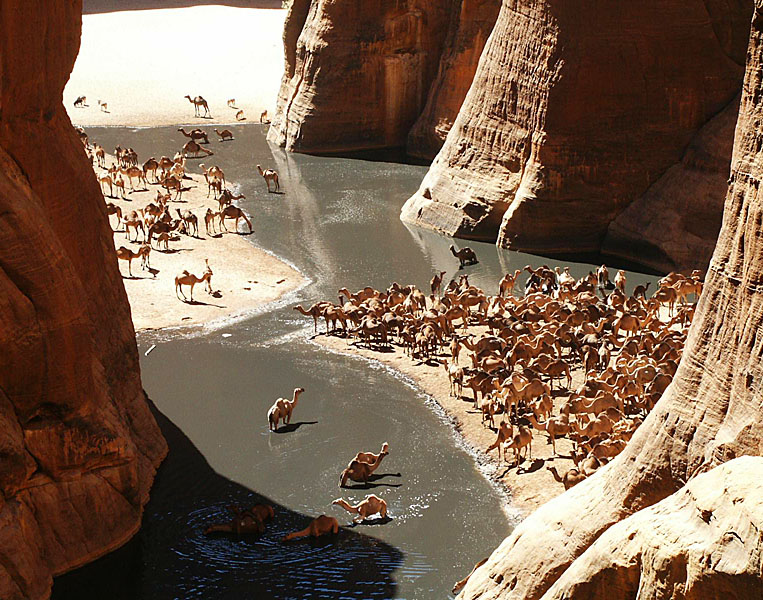
Ramat de camells en una gorja de la serralada d'Ennedi

## Amenaces i preservació
Jebel Marra ha estat habitada des de l'antiguitat i, tot i que les zones escarpades de la vall de les muntanyes es troben principalment deshabitades i no afectades, l'hàbitat dels vessants més accessibles ha estat afectat. Al Txad, l'ecoregió està poc poblada, principalment per pastors nòmades. Els conflictes recents tant al Txad com al Darfur han fet que s'estigui produint menys agricultura i fins a cert punt es restableixi la flora original.